# Ems-Jade-kanalen
Ems-Jade-kanalen er en kunstig forbindelse mellem floden Ems ved Emden i Ostfriesland og havbugten Jadebusen ved Wilhelmshaven. Kanalen udgør en vigtig del af Østfrislands afvandingssystem, og dens tilstedeværelse gør, at denne del af Tyskland kan bebos. Kanalen drives og vedligeholdes af delstaten Niedersachsen. 

## Historie
Ems-Jade-kanalen blev anlagt i årene 1880-1888 for at forbinde den preussiske flådebase Wilhelmshaven i Oldenburg med det ligeledes preussiske Østfrisland. Kanalen blev bygget både for at forbedre afvandingen i det indre af Østfresland og for at opfylde jordbrugets og handelens transportbehov. Mellem Emden og Aurich fandtes allerede tidligere en anden kanal, Treckschuitenfahrtskanal, som blev anlagt i årene 1798-1800.

## Fakta om kanalen
Kanalen er 72,3 kilometer lang og passerer følgende steder:
- Emden (Ems)
- Ihlow
- Südbrookmerland
- Aurich
- Reepsholt i Friedeburg
- Sande
- Wilhelmshaven (Jadebusen)

Kanalen har seks sluser og krydses af 15 faste og 26 bevægelige broer. Kanalen kan anvendes af både, der er højst 33 meter lange, 6,20 meter brede og med en dybgang på højst 1,70 meter. Nu om stunder anvendes kanalen overvejende af fritidsbåde, men senest er også erhvervstrafikken på kanalen begyndt at vokse igen, især omkring Aurich. 
I Emden krydser kanalen Emdens voldgrav. Fra Emden findes tillige en forbindelseskanal til Dortmund-Ems-kanalen. Nord for Wiesmoor løber Ems-Jade-kanalen sammen med Nordgeorgsfehn-kanalen, som forbinder floderne Jümme, Leda og Ems. Via Leda, Elisabethfehnkanal og Küstenkanal findes en forbindelse med Oldenburg og floden Weser.
Ems-Jade-kanalen er delvist anlagt således, at den er højere end det omkring liggende jordbrugslandskab. Kanalen ligger ca 2 meter højere end landskabet og fungerer derved tillige som et dige mod oversvømmelser i forbindelse med stormfloder.
53°27′41″N 7°38′11″Ø / 53.4613°N 7.6365°Ø